# Aniseia
Genre
Aniseia est un genre de plantes dicotylédones de la famille des Convolvulaceae, originaire de régions tropicales et subtropicales d'Amérique, qui compte trois espèces acceptées. Ce sont des plantes herbacées prostrées ou grimpantes à tiges volubiles. Une espèce, Aniseia martinicensis, a été introduite dans les régions tropicales de l'Ancien Monde et s'y est naturalisée.

## Étymologie
Le nom générique Aniseia, dérive du terme grec ἄνισος (anisos), « inégal », en référence aux sépales ou segments du calice, inégaux en taille et en forme.

## Liste d'espèces
Selon World Checklist of Selected Plant Families (WCSP) (24 septembre 2019) :
- Aniseia argentina (N.E.Br.) O'Donell (1950)
- Aniseia luxurians (Moric.) Athiê-Souza & Buril (2017)
- Aniseia martinicensis (Jacq.) Choisy (1837)